# Alan G. Poindexter
Alan Goodwin Poindexter, född 5 november 1961 i Pasadena, Kalifornien, död genom en vattenscooterolycka 1 juli 2012 i Pensacola Beach, Florida, var en amerikansk officer i USA:s flotta och astronaut, uttagen i astronautgrupp 17 den 4 juni 1998.
Orbital ATK:s rymdfarkost Cygnus CRS OA-5 var uppkallad efter honom.
Hans far, John Poindexter är en känd politiker senast verksam i George W. Bushs kabinett, samt sjöofficer.

## Rymdfärder
- Atlantis - STS-122
- Discovery - STS-131